# 舒维斯卡
舒维斯卡是巴西南大河州的一个市镇。总面积219.17平方公里，总人口4871人，人口密度22.2人/平方公里。